# Torpedo andersoni
Torpedo andersoni  (лат.) — редкий и малоизученный вид скатов рода гнюсов семейства гнюсовых отряда электрических скатов. Это хрящевые рыбы, ведущие донный образ жизни, с крупными, уплощёнными грудными и брюшными плавниками, образующими почти круглый диск, коротким и толстым хвостом, двумя спинными  и хвостовым плавниками. Для защиты и атаки они могут генерировать электрический ток. Обитают в западной части Атлантического океана у берегов Флориды на глубине до 229 м. Максимальная зарегистрированная длина 32 см. Окраска коричневато-бежевого цвета, по основному фону разбросаны многочисленные коричневые пятнышки. Не представляют интереса для коммерческого рыболовства. 

## Таксономия
Первые два экземпляра нового вида были пойманы на отмели Багама Бэнкс в ноябре 1960 года экипажем судна «Silver Bay», проводившим исследовательское траление креветок. В  1962 году новый вид был научно описан. Голотип представляет собой взрослого самца длиной 22 см. Вид был назван в честь биолога-исследователя Уильяма. У. Андерсона. Наиболее близкородственными видами были признаны Torpedo fairchildi, индо-тихоокеанский электрический скат и Torpedo fuscomaculata.

## Ареал
Torpedo andersoni обитают в западной части Атлантического океана во Флоридском проливе в водах Каймановых островов. Они встречаются в верхней части материкового склона на глубине от 229 м. Кроме того, этих скатов наблюдали у единичных кораллов и горгоний на глубине 11 и 18 м. 

## Описание
Грудные плавники этих скатов формируют толстый, почти круглый диск, ширина которого превышает длину. Задний край диска почти прямой. По обе стороны головы сквозь кожу проглядывают электрические парные органы в форме почек. Передний край диска зубчатый, а задний оборчатый. Позади маленьких глаз расположены трапециевидные брызгальца, на задних краях которых имеются пальцевидные выступы. Длинные ноздри расположены под углом, между ними имеется кожаный лоскут с волнистым задним краем, который достаёт до рта. Во рту имеется по 14 верхних и 16 нижних зубных рядов. Каждый зуб оснащён единственным, загибающимся внутрь остриём. На нижней стороне диска расположены пять пар изогнутых жаберных щелей.
Хвост короткий и крепкий, по обе стороны пролегают выступающие кожаные складки. Задние края двух спинных плавников почти прямые. Первый спинной плавник довольно высокий, с заострённым кончиком. Второй намного ниже, его кончик закруглён. Основания удлинённых и довольно узких брюшных плавников расположены позади основания первого спинного плавника. Хвост оканчивается широким хвостовым плавником треугольной формы, со слегка вогнутым задним краем. Кожа лишена чешуи. Окраска дорсальной поверхности светлого бежево-коричневого цвета, края диска немного темнее основного фона. По спине хаотично разбросаны многочисленные коричневые пятнышки. Вентральная поверхность более светлая по сравнению со спиной. Максимальная зарегистрированная длина 32 см. В северо-западной Атлантике встречается ещё один представитель рода гнюсов — чёрный электрический скат, который превосходит Torpedo andersoni размерами, равномерно окрашен, а также отличается отсутствием пальцевидных выступов по краям брызгалец и сдвинутой вперёд позицией первого спинного плавника.

## Биология
Биология этих скатов слабо изучена. Подобно прочим членам рода гнюсов для защиты они способны генерировать электричество. Они размножаются яйцеживорождением, как и другие электрические скаты. Самцы и самки достигают половой зрелости при длине 22 см. 

## Взаимодействие с человеком
Эти скаты не представляют интереса для коммерческого рыболовства. В качестве прилова они могут попадаться при коммерческом донном тралении. В их ареале существует опасность ухудшения условий среды обитания (разрушение кораллов) из-за интенсивного туризма. Международный союз охраны природы оценил статус сохранности вида как «Вызывающие наименьшие опасения».